# Ophioglossidae
Ophioglossidae é uma das quatro subclasses de pteridófitos da classe Polypodiopsida. Esta subclasse é constituída pelos fetos vulgarmente conhecidos como fetos-da-índia, fetos-da-uva, fetos-da-índia e fetos-da-lua. É equivalente à classe Psilotopsida em tratamentos anteriores, incluindo Smith et al. (2006). A subclasse contém duas ordens, Psilotales e Ophioglossales, cuja relação só foi confirmada por estudos de filogenética molecular.

## Descrição
Smith et al. (2006) efectuaram a primeira classificação de alto nível de pteridófitas publicada na era da filogenética molecular, e consideraram os fetos (as monilófitas) como integrando quatro classes. Naquela classificação, colocaram os ofioglossos e os táxons relacionados na classe Psilotopsida, com duas ordens. Numa tentiva de aperfeiçoamento do sistema de clasificação, Mark W. Chase e James L. Reveal (2009) classificaram-nas como duas subclasses separadas, Psilotidae e Ophioglossidae, correspondentes a essas ordens dentro de um agrupamento muito mais amplo, a classe Equisetopsida sensu lato.
Christenhusz et al., 2011, incluiram as ordens Ophioglossales e Psilotales na subclasse Ophioglossidae. Essa fusão foi mantida por Christenhusz e Chase (2014) e pelo Pteridophyte Phylogeny Group (2016) no sistema PPG I. Segundo este último sistema, a subclasse é uma das quatro subclasses de Polypodiopsida (fetos) e contém duas ordens, duas famílias, 12 géneros e um número estimado de 129 espécies.
As relações entre as duas ordens, Psilotales e Ophioglossales, há muito que não são claras e só foram confirmadas por estudos de sistemática molecular. As Psilotales têm rizomas em vez de raízes verdadeiras, e as raízes das Ophioglossales não têm ramificações nem pelos radiculares. Os gametófitos de ambas as ordens são heterotróficos e frequentemente subterrâneos, obtendo nutrientes das micorrizas em vez de luz. A fotossíntese ocorre exclusivamente no esporófito.
O cladograma seguinte mostra uma provável relação filogénica entre a subclasse Ophioglossidae e as outras subclasses de Polypodiopsida. As três primeiras pequenas subclasses são por vezes informalmente referidas como fetos eusporangiados, em contraste com a maior subclasse, os Polypodiidae ou fetos leptosporangiados.
|  | Ophioglossidae                                               |
|  |                                                              |
|  | \| \| Marattiidae \| \| \| \| \| \| Polypodiidae \| \| \| \| |
|  |                                                              |
|  | Marattiidae                                                  |
|  |                                                              |
|  | Polypodiidae                                                 |
|  |                                                              |

|  | Marattiidae  |
|  |              |
|  | Polypodiidae |
|  |              |

|  | Ophioglossidae                                               |
|  |                                                              |
|  | \| \| Marattiidae \| \| \| \| \| \| Polypodiidae \| \| \| \| |
|  |                                                              |
|  | Marattiidae                                                  |
|  |                                                              |
|  | Polypodiidae                                                 |
|  |                                                              |

|  | Marattiidae  |
|  |              |
|  | Polypodiidae |
|  |              |

As duas ordens, Ophioglossales e Psilotales, são grupos irmãos entre si.